# Sphenomorphus arborens
Sphenomorphus arborens är en ödleart som beskrevs av  Taylor 1917. Sphenomorphus arborens ingår i släktet Sphenomorphus och familjen skinkar. IUCN kategoriserar arten globalt som otillräckligt studerad. Inga underarter finns listade i Catalogue of Life.